# Comitê Olímpico Espanhol
O Comitê Olímpico Espanhol (português brasileiro) ou Comité Olímpico Espanhol (português europeu) (COE) é o comitê olímpico da Espanha.

## História e funções
O seu objetivo é organizar e coordenar a presença da Espanha nos Jogos Olímpicos. Foi criado em 11 de janeiro de 1924 em Barcelona, e está reconhecido pelo Comitê Olímpico Internacional. Tem a sua sede em Madri. O seu presidente atual é o galego Alejandro Blanco.

## Membros
A assembleia do Comitê Olímpico Espanhol tem aproximadamente entre 150 e 200 membros. Alguns têm caráter vitalício, como aqueles que foram presidentes ou secretários do próprio Comitê, ou membros do Comitê Olímpico Internacional (antigos e atuais). Além disso, são membros os presidentes de todas as federações olímpicas (eleitos ou representativos) que ocupam as cotas dos jornalistas esportivos, os treinadores, as instituições políticas implicadas (esporte e Assuntos Exteriores), etc.

## Presidentes do Comitê Olímpico Espanhol
- 1912-1921 Gonzalo de Figueroa y Torres, Marquês de Villamejor
- 1924-1926 Santiago Güell y López, Barão de Güell
- 1926-1931 Eusebio López y Díaz de Quijano, Marquês de Lamadrid
- 1933-1936 Augusto Pi Suñer
- 1941-1956 José Moscardó Ituarte, Conde do Alcázar de Toledo
- 1956-1967 José Antonio Elola-Olaso
- 1967-1970 Juan Antonio Samaranch, Marquês de Samaranch
- 1970-1975 Juan Gich Bech
- 1975-1976 Tomás Pelayo Ros
- 1976-1980 Benito Castejón
- 1980-1983 Jesús Hermida Cebreiro
- 1983-1984 Romá Cuyás
- 1984-1987 Alfonso de Borbón, Duque de Cádiz
- 1987-1998 Carlos Ferrer Salat
- 1998-2002 Alfredo Goyeneche, Conde de Guaqui
- 2002-2005 José María Echevarría y Arteche
- 2005-atualidade  Alejandro Blanco

## Espanhóis que foram Presidentes do COI
- Juan Antonio Samaranch (1980-2001)